# Maxencíolo
Maxencíolo (em latim: Maxentiolus) foi um oficial bizantino do século VI, ativo durante o reinado do imperador Justiniano (r. 527–565). Bucelário de Constantino, quando estava em Espolécio no começo de 537, recebeu ordens para roubar duas adagas do aristocrata Presídio de Ravena. Depois disso, estava com Constantino em Roma durante o cerco da cidade.